# Ciao Bella
Ciao Bella est une série télévisée canadienne en 13 épisodes de 25 minutes scénarisée par Steve Galluccio et diffusée en français entre le 16 septembre 2004 et le 9 décembre 2004 à la Télévision de Radio-Canada et en anglais sur le réseau CBC.

## Synopsis
Ciao Bella vous invite à suivre la quête du « bonheur » d'Éléna Battista, une jeune québécoise d'origine italienne. Et chemin faisant, à découvrir tout un univers, car Ciao Bella c'est aussi l'histoire de la Petite-Italie, sise au cœur de notre Québec, vibrant au rythme de ses habitants au tempérament chaud et passionné !

## Distribution
- Claudia Ferri : Éléna Battista
- Ellen David : Sofia Battista
- Tony Calabretta : Eduardo Battista
- Peter Miller : Élio Lanza
- Dorothée Berryman : Térésa Lanza
- Jessica Heafey : Carmie Battista
- Carl Alacchi : Oncle Nunzio
- Louis-Philippe Dandenault : Ernie Varese
- Johnny Falcone : Maurizio
- Julie Le Breton : Catherine

## Fiche technique
- Idée originale et histoire : Steve Galluccio et Émile Gaudreault
- Scénario : Steve Galluccio
- Adaptation française : Andrée Pelletier
- Réalisateurs : Patrice Sauvé et Jean-François Asselin
- Réalisateur-coordonnateur : Patrice Sauvé
- Producteurs : Josée Vallée et André Béraud
- Producteurs exécutifs : Richard Speer et Jacques Blain
- Production : Cirrus Communications Inc.

## Commentaires
La série a été tournée simultanément dans les deux langues, où chaque scène a été tournée en double, une pour chaque langue.

## Épisodes
1. Un réveil pour le moins brutal (There's No Awakening Like a Rude Awakening)
2. Et s'il n'y avait rien là-haut? (Is That All There Is?)
3. Aventures dans la Petite-Italie (L'America)
4. Tout ça juste pour des cannolli ? (Much Ado About Cannolli)
5. Une nouvelle attitude (The New Attitude)
6. Quand insulter... c'est pardonner (To Forgive is To Insult)
7. C'est magique ! (Magic)
8. La grande aventure de Catherine et d'Éléna
9. Catherine la grande
10. Connexions douteuses
11. Durant l'absence de Carmie...
12. Ciao... Bello
13. Ciao peut aussi vouloir dire adieu

## Distinctions
2005
- Prix Gemini, 7 nominations.
- Prix Gémeaux, 2 nominations.
- Festival de télévision de Monte-Carlo, Nomination, catégorie comédies.
- Prix ACTRA, Claudia Ferri gagnante: Meilleure performance féminine dans un film ou une série télévisée.
- Rose d'or Global Entertainment Television Festival, Nomination, catégorie comédies.